# Sabrina Garciarena
Sabrina Paola Garciarena (Ramos Mejía, La Matanza, provincia de Buenos Aires; 19 de julio de 1983) es una actriz y cantante argentina.

## Biografía
Es hija de Susana y Osvaldo, y tiene cuatro hermanos: Diego, Verónica, Laura y Nadia. Estudió en el Colegio Don Bosco de Ramos Mejía, provincia de Buenos Aires, Argentina.
Desde 2009 está en pareja con el periodista Germán Paoloski, con quien tiene tres hijos: 
León, nacido en 2014, Beltrán, nacido en 2017, y Mía, nacida en 2020.
Desde muy pequeña descubrió su vocación como actriz. Estudió en el Teatro San Martín con Nora Moseinco, Claudio Tolcachir, Raúl Serrano, Justo Gilsbert y Debora Astrosky.

## Carrera
Los primeros pasos de Sabrina fueron en Verano del 98, una serie de televisión que se emitía en Telefe. Anteriormente había hecho algunas publicidades, siendo la más recordada, la que realizó para Quilmes. En la misma, interpreta a la novia recién casada, en el matrimonio entre los García y los González.
Ha actuado en telenovelas como: Rebelde Way, Una familia especial, Se dice amor, Amor en custodia, Costumbres argentinas, Culpable de este amor, Son amores y La ley del amor. En el cine ha participado en Tocar el cielo, Felicitas, Solos en la ciudad (protagonizada junto a Felipe Colombo, con el que vuelve a trabajar después de Rebelde Way), y Amor en tránsito.
Tras unos años en su Argentina natal, Sabrina viajó hasta España para triunfar como actriz. Cambió de mánager e hizo varios cástines, hasta que Marcos Carnevale la contrató para Tocar el cielo.
En 2008, también en España, rodó la serie Cuestión de sexo  con Diego Peretti   y en el cine, compartió protagonismo con el actor y cómico español Gorka Otxoa en Pagafantas.
Con la película española Pagafantas (2009) de Borja Cobeaga obtuvo reconocimientos en el Festival de Málaga y estuvo nominada a 2 premios Goya.
Volvió a Argentina para protagonizar Felicitas, de Teresa Costantini. Por este trabajo ha ganado el premio Cóndor de Plata como Revelación femenina. Según dijo ella, para este papel se preparó con obsesión, tomando clases de equitación, acudiendo al foniatra y realizando una exhaustiva investigación sobre la época. «Soy un poco fanática del trabajo», dijo con una sonrisa.
En 2009 participó en un disco benéfico para las escuelas del Sáhara con la canción Chas! y aparezco a tu lado junto al grupo Supersubmarina para Sony Music. También ha protagonizado la miniserie Terra ribelle (Rai 1), ambientada en el siglo XIX, juntos a Anna Favella y Rodrigo Guirao Diaz.
En el 2010, terminó de filmar la miniserie  Terra ribelle y la misma productora le propuso viajar a Túnez a filmar  L`ombra del destino, junto a  Romina Mondello y  Adriano Giannini y dirigida por  Pier Belloni.
En el 2011 trabajó en España en Física o química para Antena 3, luego debutó en el 1 episodio del unitario Maltratadas en Argentina y estrenó Solos en la ciudad de Diego Corsini. En 2012 filmó la segunda temporada de Terra ribelle para la televisión italiana RAI. Sabrina, además, es la protagonista del videoclip Sin ti, sin mí, de Ricardo Arjona y participó en otro de Diego Torres, Hasta cuando.
En 2015 protagonizó junto a Benjamin Vicuña la película Baires, la historia de una pareja de españoles que están de viaje en Argentina cuando son secuestrados por un grupo de narcos, que tienen como rehén a "Trini" (Sabrina), y prometen dejarla en libertad si su pareja (Vicuña) transporta y entrega la cocaína a Madrid, España.
En 2016 protagonizó Los ricos no piden permiso encarnando el papel protagónico de Ana Villalba.
En 2018 Debuta en la comedia musical en el clásico  El violinista en el Tejado  protagonizando en la calle Corrientes junto a Raul Lavie en el rol de Tzeitel su hija mayor, siendo nominada a revelación en los Premios Hugo.
En 2021 se prepara para Protagonizar en la calle Corrientes el musical que viene desde el off de Brodway ¨Madres, el musical¨

En 2024 se prepara para protagonizar Pequeños Grandes Momentos basado en el exitoso libro SUGAR y serie de Star Plus Disney TINY BEAUTIFUL THINGS

## Televisión
| Año       | Título                         | Personaje                                | Notas                          |
| --------- | ------------------------------ | ---------------------------------------- | ------------------------------ |
| 1998      | Verano del 98                  | Mora "Morita"                            |                                |
| 2000      | Los médicos de hoy             | Malena                                   |                                |
| 2001      | EnAmorArte                     | Tatiana Ruiz                             |                                |
| 2001      | PH, propiedad horizontal       | Romina                                   |                                |
| 2002      | Rebelde Way                    | Luz Viviana Leguizamón                   |                                |
| 2002      | Son amores                     | Elizabeth                                |                                |
| 2003      | Costumbres argentinas          | Laura Saldaña                            |                                |
| 2004      | Culpable de este amor          | Verónica Iglesias                        |                                |
| 2005      | Amor en custodia               | Milagros "Mili" Bazterrica Achaval Urien |                                |
| 2005      | Una familia especial           | Selene Schneider                         |                                |
| 2005      | Conflictos en red              | Yamila Massey                            | Episodio: «Loop»               |
| 2005-2006 | Se dice amor                   | Magdalena "Maggie" Benegas               |                                |
| 2006-2007 | La ley del amor                | Carolina Conforte                        |                                |
| 2008      | Cuestión de sexo               | Alicia Rojas                             |                                |
| 2010-2012 | Terra ribelle                  | Luisa Giardini                           |                                |
| 2010      | L'ombra del destino            | Teresa Coppola                           |                                |
| 2011      | Física o química               | Sara Pires                               |                                |
| 2011      | Maltratadas                    | Victoria                                 | Episodio: «La mejor»           |
| 2013      | Historias de corazón           | Roxy                                     | Episodio: «Un juego para Roxy» |
| 2016      | Los ricos no piden permiso     | Ana Villalba                             |                                |
| 2017      | Siete vuelos                   | Clara Montes                             |                                |
| 2017      | Golpe al corazón               | Paula Solano                             |                                |
| 2021      | MasterChef Celebrity Argentina | Participante                             | Reemplazo de Marcela Acuña     |
| 2023-2024 | Madame Requin                  | Victoria Requin                          |                                |

## Cine
| Año  | Película                    | Personaje          | Director             |
| 2006 | La leyenda del gauchito Gil | Julieta            | Ricardo Becher       |
| 2007 | Condon Express              | Tatiana            | Luis Pietro          |
| 2007 | Tocar el cielo              | Lucía              | Marcos Carnevale     |
| 2009 | Felicitas                   | Felicitas Guerrero | Teresa Costantini    |
| 2009 | Pagafantas                  | Claudia            | Borja Cobeaga        |
| 2010 | Amor en tránsito            | Mercedes           | Lucas Blanco         |
| 2012 | Sola contigo                | María              | Alberto Lecchi       |
| 2014 | Baires                      | Trini              | Marcelo Paez Cubells |
| 2015 | Los inocentes               | Bianca             | Mauricio Brunettil   |
| 2020 | Esencial                    | Nadia              | Who                  |

## Teatro
| Año  | Obra                        | Personaje                | Director           |
| 2012 | Revelados en Blanco & Negro | Helena                   | Federico Palazzo   |
| 2015 | Hembras                     | Salvadora Medina Onrubia | Teresa Constantini |
| 2018 | El violinista en el tejado  | Tzeitel                  | Gustavo Zajac      |
| 2021 | Madres el Musical           | Dani                     | Josefina Pieres    |

## Videoclips
| Año  | Artista        | Video          |
| ---- | -------------- | -------------- |
| 2006 | Diego Torres   | Hasta Cuándo   |
| 2008 | Ricardo Arjona | Sin ti, sin mí |

## Premios

### Premio Cóndor de Plata
| Año  | Premio              | Rol       | Resultado |
| ---- | ------------------- | --------- | --------- |
| 2010 | Revelación Femenina | Felicitas | Ganadora  |
| 2022 | Teatro Musical      | Madres    | Ganadora  |